# گمینا کشانژکی
گمینا کشانژکی (به لهستانی:  Gmina Książki) یک گمینا در لهستان است که در شهرستان وومبژژنو واقع شده‌است. گمینا کشانژکی ۸۶٫۵۴ کیلومتر مربع مساحت و ۴٬۲۹۹ نفر جمعیت دارد.